# زنبور درودگر استرند
زنبور درودگر استرند (نام علمی: Xylocopa strandi) نام یک گونه از سرده زنبور درودگر است.